# Karin Lentz
Karin Mariann Charlott Lentz, född 16 november 1931 i Landskrona, är en svensk författare, översättare och feminist.
Lentz avlade filosofisk ämbetsexamen i moderna språk vid Lunds universitet och var först verksam som bland annat lärare, reseledare, tryckeriarbetare och bokhandelsbiträde. Hon var därefter verkställande direktör för Lunds Bokcafé 1975–1982 Hon var ordförande i åtta år i Författarcentrum Syd och ledde flera  skrivarverkstäder hos olika studieförbund.  En kortare tid arbetade hon på Kulturarbetsförmedlingen i Malmö. Hon har under många år varit starkt engagerad i kvinnorörelsen och medverkat i Grupp 8:s tidning Kvinnobulletinen och Svenska Kvinnors Vänsterförbunds Vi Mänskor. Utöver nedanstående verk har hon utgivit två spanska diktsamlingar på Kuba. 
Hon är bosatt i Åkarp.